# ISO 3166-3
ISO 3166-3 er en del af ISO 3166-standarden, som fastlægges af International Organization for Standardization, og definerer landekoder for lande, der er blevet slettet fra ISO 3166-1 siden denne først blev udgivet i 1974. Standardens officielle navn er Codes for the representation of names of countries ande their subdivisions – Part 3: Code for formerly used names of countries. Den blev første gang udgivet i 1999.
Hvert tidligere land i ISO 3166-3 får en kode på fire bogstaver. De to første bogstaver er ISO 3166-1 alfa-2-koden for det tidligere land, mens de to sidste bogstaver bestemmmes efter følgende regler:
- Hvis landet ændrede navn, bruges den nye ISO 3166-1 alfa-2-kode (som f.eks. da Burma ændrede navn til Myanmar og fik koden MM). Bliver koden ikke ændret, bruges den specielle kode AA ( som f.eks. da Den hviderussiske socialistiske sovjetrepublik ændrede navn til Hviderusland, men beholdt ISO 3166-1-koden).
- Hvis landet blev slået sammen med et allerede eksisterende land, bruges dette lands ISO 3166-1-kode (som f.eks. da den tyske demokratiske republik blev slået sammen med Tyskland, som havde koden DE).
- Hvis landet er blev delt i flere dele, bruges specialkoden HH for at indikere, at der ikke findes et efterfølgerland (f.eks. da Tjekkoslovakiet blev opdelt i Tjekkiet og Slovakiet), med undtagelse af Serbien og Montenegro, hvor man bruger XX for at undgå at samme ISO 3166-3-kode bliver brugt to gange, eftersom koden CS er blevet slettet fra ISO 3166-1 to gange. Første gang da Tjekkoslovakiet blev delt op, anden gang da Serbien og Montenegro blev delt op.

Ud over landets tidligere navn og dets ISO 3166-3-kode indeholder hvert element i ISO 3166-3 også de tidligere ISO 3166-1-koder, gyldighedsperioden for de tidligere koder, og navn og koder for det land, der erstatter det tidligere.
Efter at et land er blevet slettet fra ISO 3166-1, bliver dets alfa-2- og alfa-3-koder reserveret i en overgangsperiode på mindst fem år. Efter denne periodes udløb kan koderne bruges til nye lande.
Hvis et land ændrer navn uden at dets område ændres, beholdes den numeriske ISO 3166-1-kode. For eksempel blev alfa-koderne ændret, da Burma ændrede navn til Myanmar, men den numeriske kode 104 forblev den samme.
Det er for tiden nogle nationale topniveaudomæner, der bruger slettede alfa-2-koder, som fortsat er aktive eller i færd med at blive udfaset. Alfa-2-koder, der blev slettet før DNS-systemet kom i udbredt brug i slutningen af 1980'erne og begyndelsen af 1990'erne, blev aldrig brugt i topniveaudomæner.

## Nuværende koder
Det følgende er en komplet liste over de nuværende ISO 3166-3-koder, med følgende kolonner:
- Tidligere landenavn – navnet på det tidligere land
- Tidligere koder – ISO 3166-1 alfa-2-, alfa-3- og numeriske koder
- Gyldighedsperiode – År dette var den officielle kode
- ISO 3166-3 – kode på fire bogstaver for det tidligere landenavn
- Nye landenavne og koder – Efterfølgerlande og deres ISO 3166-1-koder

| Tidligere landenavn(e)            | Tidligere koder | Gyldighedsperiode | ISO 3166-3 | Nye landenavne og -koder |
| --------------------------------- | --------------- | ----------------- | ---------- | --- |
| Britisk Antarktis                 | BQ, ATB, 080    | 1974-1979         | BQAQ       | Blev del af Antarktis (AQ, ATA, 010) |
| Burma                             | BU, BUR, 104    | 1974-1989         | BUMM       | Navn ændret til Myanmar (MM, MMR, 104) |
| Hviderussiske SSR                 | By, bydes, 112  | 1974-1984         | BYAA       | Navn ændret til Hviderusland (By, BLR, 112) |
| Canton og Enderburyøerne          | CT, CTE, 128    | 1974-1984         | CTKI       | Blev del af Kiribati (KI, KIR, 296) |
| Dahomey                           | dy, DHY, 204    | 1974-1977         | DYBJ       | Blev del af Benin (BJ, Ben, 204) |
| Dronning Maud Land                | NQ, ATN, 216    | 1974-1983         | NQAQ       | Blev del af Antarktis (aq, ATA, 010) |
| France métropolitaine             | FX, FXX, 249    | 1993-1997         | FXFR       | Blev del af Frankrig (FR, FRA, 250) |
| Franske Afar- og Issa-territorium | AI, AFI, 262    | 1974-1977         | AIDJ       | Navn ændret til Djibouti (DJ, DJI, 262) |
| Franske Sydterritorier            | FQ, ATF, 260    | 1974-1979         | FQHH       | Delt ind i: Del af Antarktis (aq, ATA, 010) Franske Sydterritorier (TF, ATF, 260) |
| Gilbert- og Elliceøerne           | GE, Gel, 296    | 1974-1979         | GEHH       | Delt ind i: Kiribati (KI, KIR, 296) Tuvalu (TV, Tuv, 798) |
| Johnston Atoll                    | JT, JTN, 396    | 1974-1986         | JTUM       | Blev del af USA's ydre småøer (UM, UMI, 581) |
| Jugoslavien                       | YU, YUG, 891    | 1974-2003         | YUCS       | Navn ændret til Serbien og Montenegro (CS, SCG, 891) |
| Midwayøerne                       | MI, Mid, 488    | 1974-1986         | MIUM       | Blev del af USA's ydre småøer (UM, UMI, 581) |
| Nordvietnam                       | VD, VDR, 704    | 1974-1977         | VDVN       | Blev del af Vietnam (VN, VNM, 704) |
| Ny Hebriderne                     | NH, NHB, 548    | 1974-1980         | NHVU       | Navn ændret til Vanuatu (VU, VUT, 548) |
| Neutral zone                      | NT, NTZ, 536    | 1974-1993         | NTHH       | Inddelt i: < > Del af Irak (IQ, IRQ, 368) Del af Saudi-Arabien (SA, SAU, 682) |
| Panamakanalzonen                  | PZ, PCZ, 594    | 1974-1980         | PZPA       | Blev del af Panama (PA, PAN, 591) |
| Serbien og Montenegro             | CS, SCG, 891    | 2003-2006         | CSXX       | Delt ind i: Montenegro (ME, MNE, 499) Serbien (RS, SRB, 688) |
| Sikkim                            | SK, SKM, 698    | 1974-1975         | Skin       | Blev del af Indien (IN, IND, 356) |
| Sovjetunionen                     | SU, SUN, 810    | 1974-1992         | SUHH       | Delt ind i: Armenien (AM, ARM, 051) Aserbajdsjan (AZ, AZE, 031) Estland (Ee, EST, 233) Georgien (GE, GEO, 268) Kasakhstan (KZ, KAZ, 398) Kirgisistan (KG, KGZ, 417) Letland (LV, LVA, 428) Litauen (LT, LTU, 440) Moldavien (MD, MDA, 498) Rusland (RU, RUS, 643) Tadsjikistan (TJ, TJK, 762) Turkmenistan (TM, TKM, 795) Usbekistan (UZ, UZB, 860) |
| Sydyemen                          | YD, YMD, 720    | 1974-1990         | YDYE       | Blev del af Yemen (Ye, YEM, 887) |
| Sydrhodesia                       | RH, RHO, 716    | 1974-1980         | RHZW       | Navn ændrede til Zimbabwe (ZW, ZWE, 716) |
| Tjekkoslovakiet                   | CS, CSK, 200    | 1974-1993         | CSHH       | Delt ind i: Tjekkiet (CZ, CZE, 203) Slovakiet (SK, SVK, 703) |
| Tyske demokratiske republik       | DD, DDR, 278    | 1974-1990         | DDDE       | Blev del af Tyskland (DE, DEU, 276) |
| USA's Stillehavsprotektorat       | PC, PCI, 582    | 1974-1986         | PCHH       | Inddelt i: < > Marshalløerne (MH, MHL, 584)< >Mikronesien (FM, FSM, 583)< >Nordmarianerne (MP, MNP, 580)< >Palau (pw, PLW, 585) |
| USA's Stillehavsøer               | PU, PUS, 849    | 1974-1986         | PUUM       | Blev del af USA's ydre småøer (UM, UMI, 581) |
| Wake Island                       | WK, WAK, 872    | 1974-1986         | WKUM       | Blev del af USA's ydre småøer (UM, UMI, 581) |
| Zaire                             | ZR, ZAR, 180    | 1974-1997         | ZRCD       | Navn ændret til Den Demokratiske Republik Congo (CD, COD, 180) |
| Øst-Timor                         | TP, TMP, 626    | 1974-2002         | TPTL       | Navn ændret til Timor-Leste (TL, TLS, 626) |
| Øvre Volta                        | HV, HVO, 854    | 1974-1984         | HVBF       | Navn ændret til Burkina Faso |

Bemærkninger
1. ↑  Den numeriske ISO 3166-1-kode for Jugoslavien blev ændret fra 890 (for Den Socialistiske Føderale Republik Jugoslavien) til 891 (for Den Føderale Republik Jugoslavien) i 1993
2. ↑  Koden CSHH blev oprindelig brugt til at repræsentere Serbien og Montenegro (Nyhedsbrev I-4), selv om denne kode allerede var blevet givet til Tsjekkoslovakiet. ISO 3166/MA korrigerede senere dette problem ved at give Serbien og Montenegro koden CSXX (Nyhedsbrev I-5).
3. ↑  Selv om de var en del af Sovjetunionen, havde Hviderusland og Ukraine egne ISO 3166-koder fra 1974, fordi de havde været selvstændige medlemmer af FN siden 1945.
4. ↑  Øst-Timor var inkluderet i ISO 3166-1 under navnet Portugisisk Timor fra 1974 til 1977.

## Ændringer
ISO 3166/ MA (vedligeholdelsesmyndigheden for ISO 3166) opdaterer ISO 3166-3, når det er nødvendigt, ved at annoncere ændringer i nyhedsbreve for at opdatere standarden, og udgiver desuden nye udgaver, som indeholder en samling af alle opdateringer fra nyhedsbrevene. Opdatering af ISO 3166-3 er afhængig af opdatering af ISO 3166-1.
| Udgave/ Nyhedsbrev | Dato udgivet | Tidligere land lagt til | Bemærkninger                                                                 |
| ------------------ | ------------ | ----------------------- | ---------------------------------------------------------------------------- |
| ISO 3166-3: 1999   | 1999-03-11   |                         | Første udgave af ISO 3166-3                                                  |
| Nyhedsbrev I-1     | 2002-11-15   | Øst-Timor               | Per ISO 3166-1s Nyhedsbrev V-5 og V-6                                        |
| Nyhedsbrev I-2     | 2002-11-22   | France métropolitaine   | Rettelse. Blev udeladt ved en fejl, da ISO 3166-3 først blev udgivet i 1999. |
| Nyhedsbrev I-3     | 2003-07-23   | Jugoslavien             | Per ISO 3166-1s Nyhedsbrev V-8.                                              |
| Nyhedsbrev I-4     | 2006-09-26   | Serbien og Montenegro   | Per ISO 3166-1 Nyhedsbrev V-12.                                              |
| Nyhedsbrev I-5     | 2006-12-01   | Ingen.                  | Rettelse til Nyhedsbrev I-4 ved at give Serbien og Montenegro koden CSXX.    |